# Ха-Ґо
Тип 95 Ха-Ґо (яп. 九五式, кюґо-сікі кей-сенся, Ха-Ґо) — японський легкий танк 1930-х років. Також відомий під назвою «Ха-Ґо». Розроблено у 1933–1934 роках для супроводу механізованих кавалерійських з'єднань. Серійно вироблявся з 1936 по 1943, використовувався у Другій японо-китайській війні і був, разом із середнім «Чи-ха», основним японським танком Другої світової війни. Як достатньо вдала конструкція для середини 1930-х років, під час війни безнадійно застарів, проте брак бронетехніки змусив японців використовувати його до самого кінця Другої світової на всіх театрах військових дій.

## Опис конструкції
Компонування танка із заднім розташуванням двигуна і переднім — агрегатів трансмісії. Відділення управління об'єднано з бойовим. Екіпаж складався з трьох чоловік — механіка-водія, техніка-стрільця, який обслуговував двигун і вів вогонь з кулемета, а на машинах з радіостанцією здійснював також функції радиста, і командира, який виконував також функції навідника-заряджальника.
На більшості танків зовнішній зв'язок здійснювався за допомогою сигнальних прапорців, лише на командирські машини встановлювалися радіостанції з поручневою антеною. В кінці війни на деякі «Ха-Го» стали встановлювати короткохвильові радіостанції зі стрижневою антеною.

### Броньовий корпус і башта
Корпус і башта танка збиралися з катаних поверхнево загартованих броньових листів на каркасі з підкладних смужок і куточків, переважно за допомогою болтів і заклепок з кулестійкими головками, в деяких ділянках вежі і країв корпусу — за допомогою зварювання. З внутрішньої сторони корпуса для максимального захисту екіпажу від відколів броні, а також від опіків об нагріту броню і ударів при струсі машини, встановлювалися азбестові підкладки. Товщина вертикальних листів корпусу та башти становила 12 мм, дахи і днища танка — від 6 до 9 мм. Посадка і висадка механіка-водія здійснювалася через передню частину його рубки, відкидається на петлях догори. У лівому борту корпусу та башти розміщувалася заслінка бійниці для стрільби з особистої зброї, що закривається. Також по всьому корпусу розміщувалися численні невеличкі люки, які служили для полегшення доступу до агрегатів двигуна і трансмісії при ремонті.
Одномісна башта танка була злегка зміщена вліво відносно поздовжньої осі машини для того, щоб вивільнити місце для механіка-водія. Її обертання здійснювалося вручну за допомогою спеціального плечового упору. На даху командирської башточки розміщувався двостулковий люк, через який здійснювалася посадка і висадка командира і техніка-стрільця. Єдиними засобами спостереження в бою служили оглядові щілини, закриті бронесклом.

### Озброєння
Основним озброєнням танка була 37-мм танкова гармата Тип 94. Довжина ствола гармати — 36, 7 калібрів, повна довжина — 1587 мм, маса — 138 кг. Його бронебійний снаряд масою 0,67 кг при початкової швидкості 575 м/с на дистанції 300 м пробивав 35 мм броню при куті зустрічі 90°. Гармата оснащувалася напівавтоматичним вертикальним клиновим затвором, противідкотні механізми складалися з гідравлічного гальма відкоту з пружинним накатником.
Гармата кріпилася у башті на вертикальних і горизонтальних цапфах, що дозволяло її хитання як у вертикальній, так і в горизонтальній (в межах В± 10 градусів) площині, таким чином, грубе наведення здійснювалося поворотом башти, а точна — поворотом гармати. Будь-які механізми вертикального наведення відсутні, наведення гармати на ціль здійснювалося за допомогою спеціального плечового упору. Боєкомплект гармати становив 75 унітарних бронебійних і осколково-фугасних пострілів. Укладання для боєкомплекту розміщувалася в башті, але в деяких танках боєкомплект розташовувався праворуч від водія.
В 1938 році танки «Ха-Го» були переозброєні 37-мм гарматами Тип 97, які мали більш високу початкову швидкість снаряда — 675 м/с.
Крім гармати, озброєння танка становили два 6,5-мм кулемети Тип 91, що були танковим варіантом кулемета Тип 11. З 1938 року, у зв'язку зі зміною рушнично-кулеметного калібру в японській армії, вони замінялися на 7,7-мм кулемети Тип 97. Один кулемет розміщувався справа в кормі башта, інший встановлювався у виступаючій рубці в передній частині корпуса. Установка кулеметів в літературі часто називається «кульовою», але насправді кулемети встановлювалися на вертикальних і горизонтальних цапфах, прикритих кульовим щитом. Такі установки дозволяли наводку кулемета в межах В± 35 градусів в горизонтальній площині і В± 25 градусів у вертикальній. Кулемети забезпечувалися оптичними прицілами з п'ятикратним збільшенням, виступаюча частина ствола закривалася бронекожухом. На деяких танках встановлювався додатковий зенітний кулемет Тип 91 або Тип 97, що кріпився на дерев'яній скобі або металевому кронштейні на даху башти, правіше командирської башточки. Стандартний боєкомплект становив 3300 патронів в магазинах по 50 (для кулеметів Тип 91) або 30 (Тип 97) патронів.
У ході війни на танки також почали встановлювати димові гранатомети Тип 99, кріпиться в кількості від одного до чотирьох у верхній частині башти.

### Двигун та трансмісія
На танках «Ха-Го» встановлювався рядний 6-циліндровий двотактний дизель «Міцубісі» NVD 6120 повітряного охолодження з нормальною потужністю 110 л. з. (максимальна — 120 л. з.), раніше вже випробуваний на середньому танку Тип 89. Двигун відрізнявся хорошою надійністю, навіть при роботі при низьких температурах.
Трансмісія складалася з редуктора, чотириступеневої коробки перемикання передач, приводного вала, з'єднаного конічними шестернями з валами бортових фрикціонів, і одноступеневих бортових редукторів.

### Ходова частина

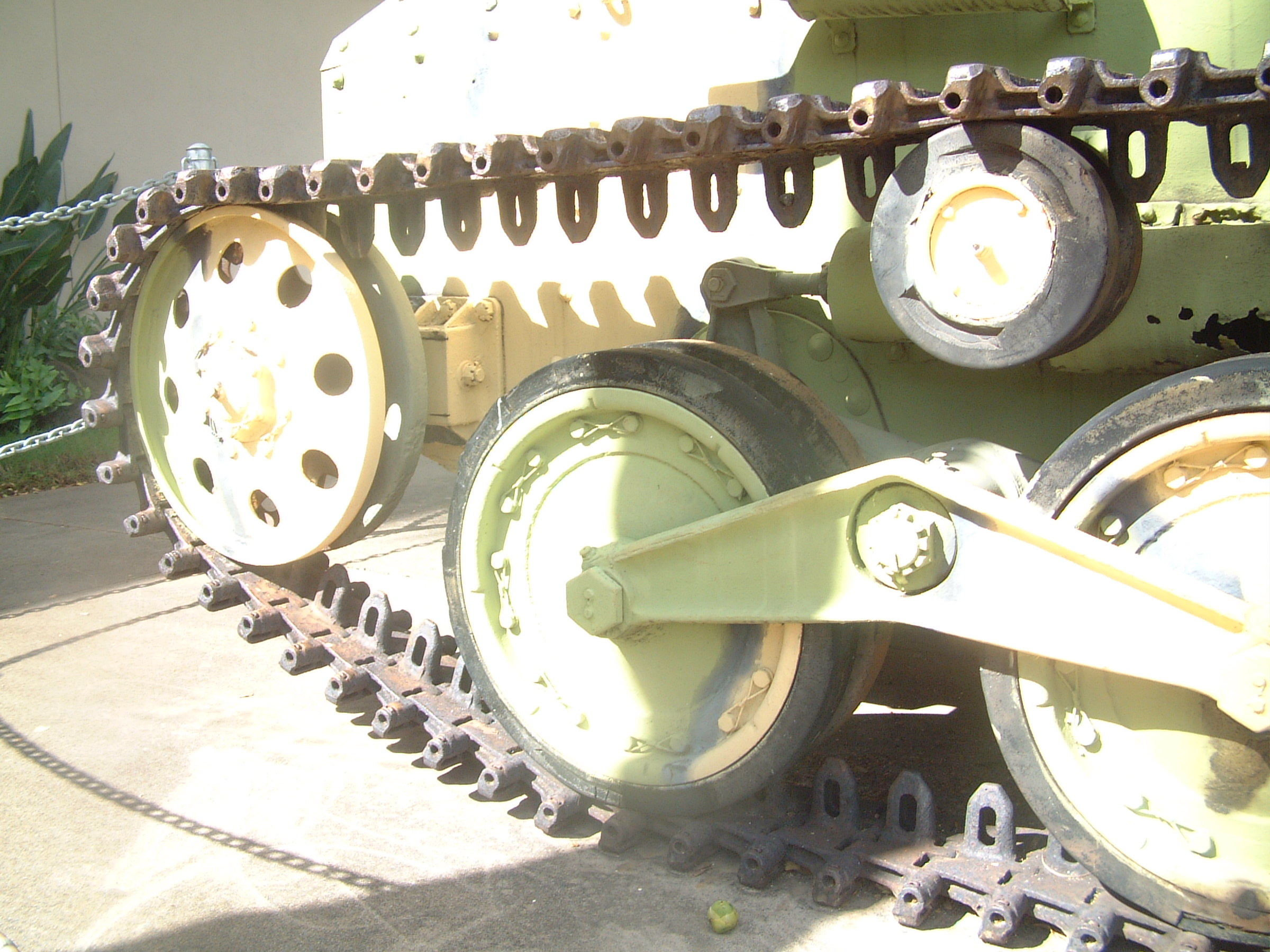
Ходова частина танка «Ха-Ґо»

Ходова частина танка виконувалася за стандартною для японських танків конструкцією Т. Хара. Чотири опорних ковзанки з кожної боку корпусу були згруповані по два на хитних балансирах, за допомогою системи з Г-подібних важелів і тяг з'єднаних з циліндричними спіральними пружинами, укритими в горизонтальних трубах з боків корпусу. Незважаючи на вдалу конструкцію такої підвіски, відсутність амортизаторів зводило нанівець більшість її переваг, роблячи практично неможливою прицільну стрілянину з ходу і сильно ускладнюючи стрілянину з коротких зупинок через значні тривалі поздовжні коливання.
Деяка кількість «Ха-Го», спеціально випущених для експлуатації в Маньчжурії, мали модифіковану ходову частину, відрізнялася додаванням опорного ролика малого діаметра між кожною парою опорних котків. Це було зроблено після того, як в ході експлуатації перших серійних танків з'ясувалося, що при наїзді танка на нерівність, її гребінь потрапляв між опорними котками і викликав підвищене навантаження на підвіску, яка призводила до її передчасного виходу з ладу.
Провідні котки — передні, зачеплення гусениць — цівочне. Гусениці сталеві, з відкритим шарніром і одним гребенем, кожна з 97 траків з кроком 95 мм і шириною 250 мм.

## Машини на базі «Ха-Го»

### Прототипи

#### Тип 4, «Ке-Ну»
Під час війни «Ха-Го» часто доводилося виконувати роль танка підтримки піхоти, але недостатня для цієї ролі потужність 37-мм гармати змусила шукати можливості для підвищення вогневої міці танка. «Ке-Ну», дрібносерійне виробництво якого почалося в 1944 році, являв собою «Ха-Го» з встановленою на нього двомісній баштою «Чі-Ха» з 57-мм гарматою Тип 97. До складу екіпажу додався заряджуючий, що дозволило командиру виконувати свої обов'язки, не відволікаючись на обслуговування гармати.

#### Тип 2, «Ка-Мі»

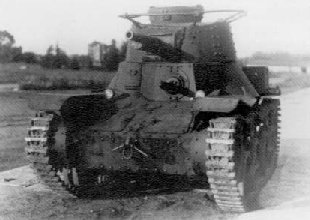
Танк артилерійської підтримки «Ке-Ну», створений на базі «Ха-Ґо»

Плаваючий танк, створений на основі «Ха-Го», прийнятий на озброєння в 1941 році. В 1942—1945 роках випустили близько 180 екземплярів цієї машини, що стала найвдалішим японським плаваючим танком Другої світової.

#### Тип 3, «Ке-Рі»
Попередник «Ке-Ну», розроблений в 1942 році з метою підвищення вогневої потужності лінійного танка, відрізнявся від серійної машини заміною в стандартній вежі 37-мм гармати на короткоствольну 57-мм гармату Тип 97, аналогічну гарматі танків «Чи-Ха» ранніх випусків. Робочий об'єм башти скоротився в результаті настільки, що командиру стало майже неможливо виконувати свої обов'язки, тому в серію машина не пішла.

#### Тип 99, «Ка-Хо»
Прототип плаваючого танка, побудований в 1939 році. Ця конструкція, отримана установкою на серійний танк спеціальних поплавків по всьому периметру машини та додаткового зовнішнього двигуна, виявилася вкрай невдалою і в серію не пішла.

#### «Ха-Го» з вежею танка «Ке-Ні»
Експериментальний зразок з двомісній вежею легкого танка Тип 98 «Ке-Ні», з 37-мм гарматою Тип 100 з довжиною ствола 45,9 калібрів. У серію не пішов, оскільки серйозних переваг перед звичайним «Ха-Го» у цієї машини не було.

#### Тип 5, «Хо-То»
Прототип самохідної установки, створений в 1945 році на базі «Ха-Го». У відкритій зверху і ззаду клепано-зварній рубці, зібраної з 8-мм листів на місці вежі, встановлювалася 120-мм гаубиця Тип 38. Через тісноту бойового відділення та виробничих труднощів до кінця війни так і не вдалося запустити цей зразок в серію.

#### Тип 5, «Хо-Ру»
Прототип винищувача танків, створений в 1945 році на військовому арсеналі в Сагами. У низькій, відкритій ззаду рубці встановлювалася 47-мм гармата Тип 1, аналогічна гарматі танків «Шінхото Чи-Ха». Зірочка ведучого колеса була замінена колесом з зачепленням за гребені гусениці, а ширина самих гусениць збільшилася до 350 мм.

#### «Со-То»
Вироблялася з 1940 року малої серією імпровізована протитанкова САУ, яка являла собою «Ха-Ґо» без башти та з модифікованою верхньою частиною корпуса, на який ставилася разом зі всім лафетом 37-мм протитанкова гармата Тип 94, прикрита протикульним щитом.

## Виробництво
Серійне виробництво легкого танку «Ха-Го» тривало з 1935 по 1943 рік, хоча на підприємствах «Міцубісі» танки цієї моделі вироблялися до кінця Другої світової війни. У перші роки виробництво танків не перевищувало 100 одиниць на рік. Лише у 1939 році кількість вироблених танків становила 115 одиниць та зростала з року в рік.
Загалом, за даними японських джерел, у 1935—1943 роках було вироблено 2378 танків типу 95 «Ха-Го», за даними ж європейських джерел, які базуються на післявоєнних американських джерелах, наводиться цифра в 1161 одиниць випущених танків. Вартість виробництва одного танка становила близько 98 тис. єн.
| Джерело                                   | 1934 | 1935 | 1936 | 1937 | 1938 | 1939 | 1940 | 1941 | 1942 | 1943 | Загалом |
| ----------------------------------------- | ---- | ---- | ---- | ---- | ---- | ---- | ---- | ---- | ---- | ---- | ------- |
| за японськими даними                      | 1    | 3    | 30   | 80   | 53   | 115  | 422  | 685  | 725  | 234  | 2378    |
| за європейськими даними (Ілля Мощанський) | 1    | 3    | 30   | 55   | 50   | 62   | 163  | 318  | 264  | 201  | 1161    |
| за європейськими даними (Стівен Залога)   | -    | -    | 31   | 80   | 53   | 115  | 422  | 705  | 655  | 239  | 2300    |

## Організаційно-штатна структура
У другій половині 1930-х, за штатним розкладом до складу танкового полку входили:
- Штабна рота з танковим взводом (5 середніх танків Тип 89)
- Чотири роти середніх танків по три взводу у кожній (45 танків)
- Резервна рота легких танків (15 танків)
- розвідувальний взвод (5 малих танків Тип 94)

На практиці, через брак середніх танків існували як полки, озброєні танками Тип 89, так і полки, в яких у ролі середніх танків стояли «Ха-Го». Організаційна структура танкових підрозділів постійно змінювалася, до 1941 року рота середніх танків стала складатися з трьох взводів середніх танків по 5 танків в кожному і взводу легких танків з 4 машин. На практиці ж, склад полку міг бути найрізноманітнішим, оскільки штатний розклад не виконувався ніколи. Всі японські танкові полки були різною мірою недоукомплектовані, зустрічалися як переозброєння новими середніми танками «Чи-Ха», так і зберігали старі машини Тип 89 або укомплектовані повністю «Ха-Го» полки.
В кавалерійських бригадах «Ха-Го» входили в склад легких танкових батальйонів, що включали в себе дві роти легких танків (33 танка) і резервний танковий взвод з 6 танків. Також по одній роті танків (9 машин) малося на складі піхотних дивізій та дивізій морської піхоти.